# Yusuke Igawa
Yusuke Igawa (Chiba, 30 oktober 1982) is een Japans voetballer.

## Clubcarrière
Yusuke Igawa speelde tussen 2001 en 2005 voor Gamba Osaka, Sanfrecce Hiroshima en Nagoya Grampus Eight. Hij tekende in 2006 bij Kawasaki Frontale.